# Homalobus wingatanus
Homalobus wingatanus là một loài thực vật có hoa trong họ Đậu. Loài này được (S. Watson) A. Heller mô tả khoa học đầu tiên năm 1906.